# 塞繆爾·阿德萊巴里·弗朗西斯

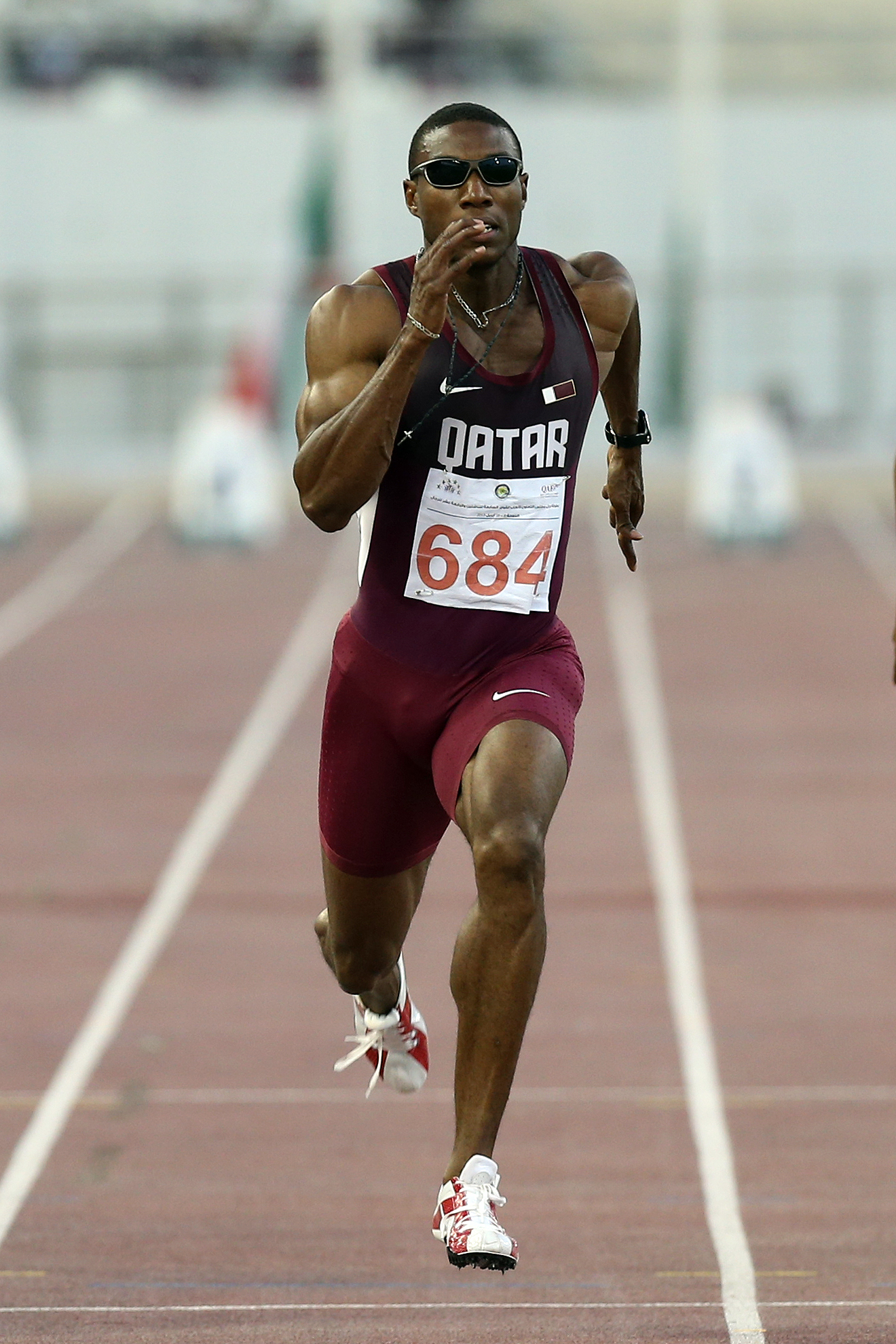
2013年

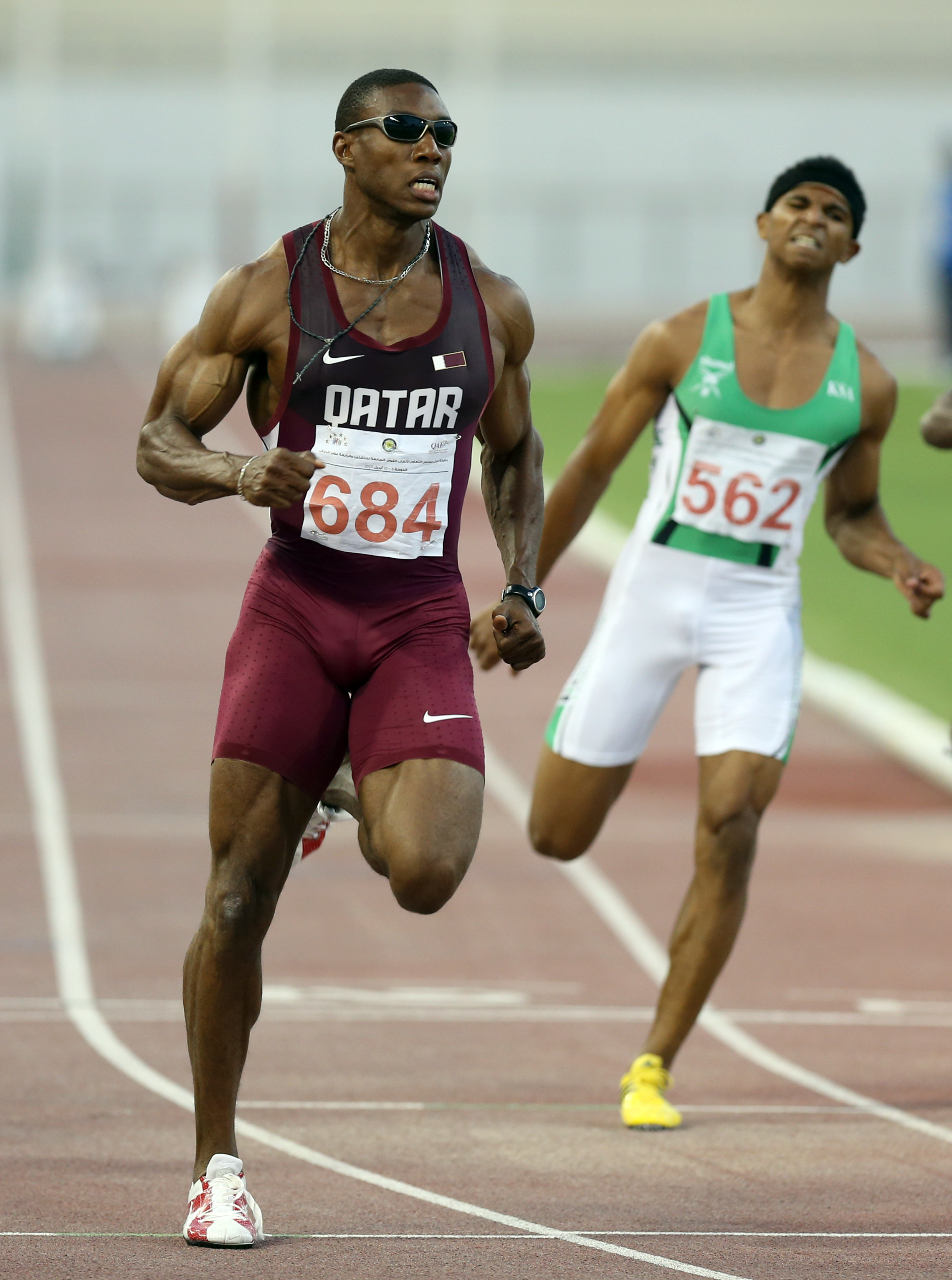
2013年

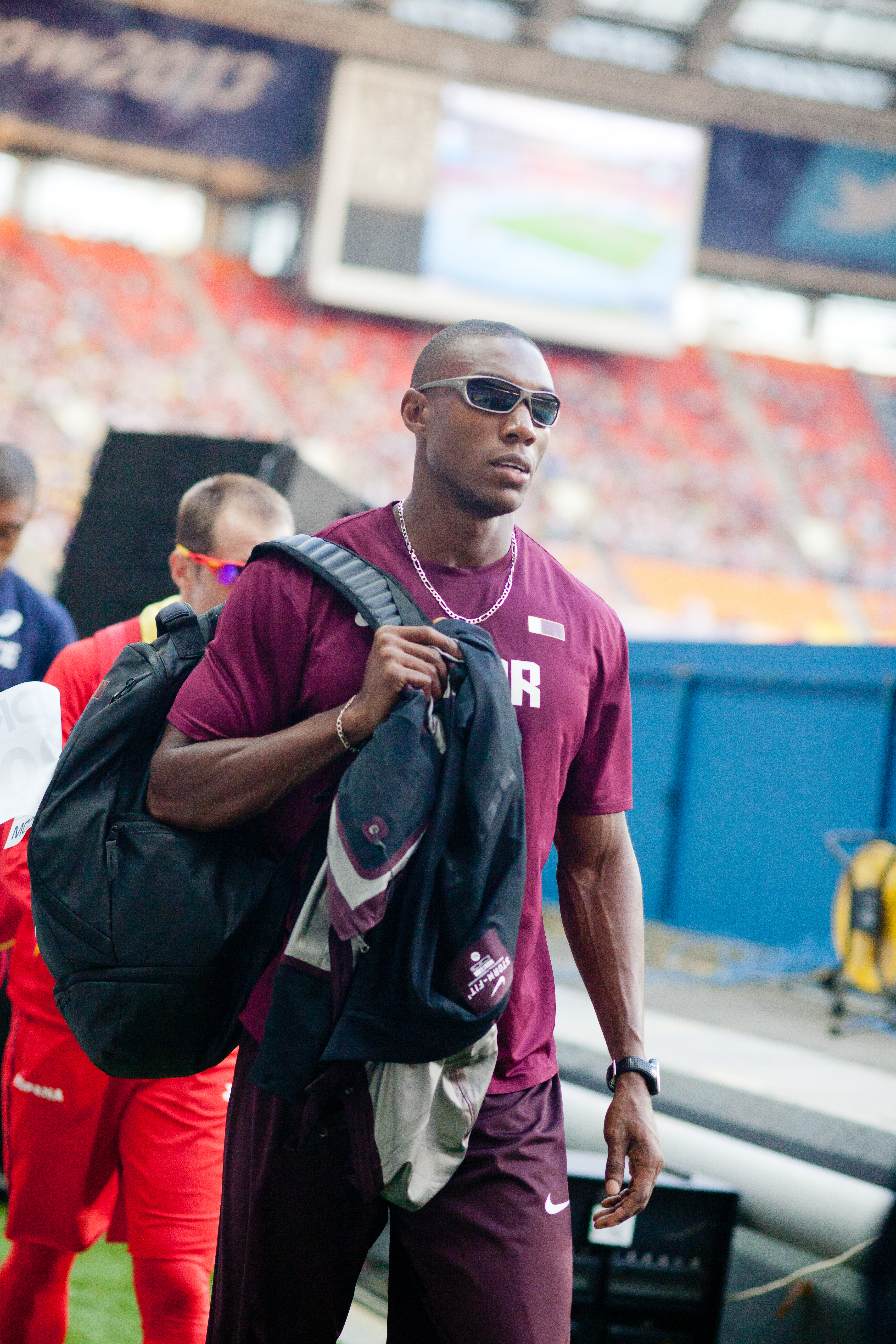
2013年世界田徑錦標賽

塞繆爾·阿德萊巴里·弗朗西斯（Samuel Adelebari Francis，1987年3月27日—）是尼日利亚出生的卡塔尔籍短跑运动员。曾是亚洲一百米短跑纪录保持者（費米·塞溫·奧朱努德2014年亚运会打破其记录）。他出生在哈科特港，并于2007年4月入卡塔尔国籍，在2007月7月为卡塔尔参加了第一次比赛。他的个人最好成绩是9.99秒，是第一位打破10秒大关的亚洲运动员。
在2007年亚洲田径锦标赛的预赛上，他以10.18秒的成绩创造了新的运动会记录。后来，他用9.99秒的成绩创造了新的亚洲记录，突破了10秒大关并超越了由伊东浩司在1998年亚运会上所留下的记录。他也成功为卡塔尔队赢得4×100米接力的银牌。在一个月后举行的2007年世锦赛上，他的目标是得到冠军，但由于他在第一轮就被淘汰，他并没有达到他所想的目标。
在2008年奥运会上，他参加了100米短跑项目，并以10.40秒超越马克·伯恩斯和马迪克·奥索夫尼卡尔位列预赛第一。他在半决赛中成绩不佳而被淘汰。2009年世锦赛，虽然他在第一轮跑出了一个最好成绩，但在四分之一决赛的时候被淘汰出局。
弗朗西斯也曾参加过室内60米比赛并获得了许多胜利。在2007年亚洲室内运动会上，他以破记录的6.54秒赢得冠军，在次年的2008年亚洲室内田径运动锦标赛上，他也以一个破记录的成绩赢得冠军。他也参加了2009年亚洲室内运动会，但最终由于受伤而退出比赛，因此也错过了2009年亚洲田径锦标赛。但在之后不久他即复出，并赢得了在2010年2月举行的2010年亚洲室内田径锦标赛的冠军。

## 統計
| 成績                   | 風速（公尺/秒） | 反應時間 | 時間           | 地點                     |
| ---------------------- | --------------- | -------- | -------------- | ------------------------ |
| 9.99秒                 | +0.9            |          | 2007年7月26日  | 约旦安曼                 |
| 10.03秒                | +0.6            |          | 2008年6月30日  | 保加利亚索菲亞           |
| 10.08秒                | +1.2            | 0.139秒  | 2013年5月10日  | 多哈                     |
| 10.10秒                | -0.1            |          | 2007年10月16日 | 印度海德拉巴             |
| 10.10秒                | +1.4            |          | 2008年5月9日   | 多哈                     |
| 10.17秒                | +0.1            |          | 2013年7月3日   | 印度浦那                 |
| 10.18秒                | 0.0             |          | 2007年7月25日  | 约旦安曼                 |
| 10.19秒                | +1.5            |          | 2007年7月26日  | 约旦安曼                 |
| 10.19秒                | +1.0            |          | 2013年5月4日   | 美国加利福尼亞州洛杉磯郡 |
| 10.20秒                | +0.3            |          | 2008年6月15日  | 俄羅斯Zhukovskiy         |
| 平均約10.12250803733秒 |                 |          |                |                          |

## 外部連結
- 塞繆爾·阿德萊巴里·弗朗西斯在国际奥林匹克委员会的资料
- 塞繆爾·阿德萊巴里·弗朗西斯在的頁面